# Širine
 Ovo je glavno značenje pojma Širine. Za druga značenja pogledajte Širine (razdvojba).
Širine (mađ. Braidaföld, srp. Ширине), naselje (pustara) u Općini Petlovac Osječko-baranjske županije (Republika Hrvatska). 

## Zemljopisni položaj
Širine su smještene u sjeverozapadnom dijelu Baranje, u mikroregiji Baranjske nizine Istočnohrvatske ravnice. Udaljene su 4 km sjeveroistočno od općinskog sjedišta Petlovca i 2 km zapadno od Belog Manastira, leže na nadmorskoj visini od 94 m. Nalaze se s desne strane ceste D517 između Belog Manastira i Petlovca, uz raskršće državne cesta D517 (Beli Manastir /D7/ - Belišće - Valpovo /D34), lokalne ceste L44007 (Širine - D517) i nerazvrstane ceste do naselja Sudaraž.
Autobusnim vezama povezane su s Belim Manastirom, Petlovcem, Baranjskim Petrovim Selom i Osijekom (preko Bolmana - Jagodnjaka - Darde - Bilja).

## Stanovništvo
Na popisima stanovništva Širine se iskazuju kao dio naselja od 1869. godine, a za godine 1880, 1890, 1921. i 1931. podaci o broju stanovnika uključeni su u podatke za naselje Šumarinu. Godine 1869. godine imale su 121 stanovnika, godine 1900. 194 stanovnika, godine 1910. 190, godine 1948. 537, godine 1953. 322, godine 1961. 306, godine 1971. 311 i godine 2001. 86 stanovnika.
| broj stanovnika |       | 121   |       |       | 194   | 190   |       |       | 537   | 322   | 306   | 311   | 219   | 170   | 86    | 58    | 26    |
|                 | 1857. | 1869. | 1880. | 1890. | 1900. | 1910. | 1921. | 1931. | 1948. | 1953. | 1961. | 1971. | 1981. | 1991. | 2001. | 2011. | 2021. |

## Povijest
Do 1991. godine Širine su bile zaselak naselja Šumarina, a od tada su samostalno naselje.

## Gospodarstvo
Gospodarsku osnovu Širina čini ratarstvo i stočarstvo. U naselju je bilo sjedište beljskog pogona Poljoprivreda Širine.

## Kultura
Širine pripadaju župi sv. Marije Magdalene iz Luča, Baranjski dekanat Đakovačke i srijemske biskupije.

## Poznate osobe
- Miladin Manojlović, nekadašnji spiker Radio Belog Manastira i Radio Beograda, kasnije i novinar Radio Beograda i Televizije Beograd.

## Znamenitosti i zanimljivosti
- Stanovnici Širina su Širinčani.
- Ime naselja Širine izgovara se s kratkosilaznim naglaskom na prvom slogu, za razliku od opće imenice širine, koja se izgovara s kratkouzlaznim naglaskom, ali na drugom slogu.
- Širine su nekada bile željeznička stanica na pruzi Baranjsko Petrovo Selo - Petlovac - Širine - Beli Manastir. Zgrada te željezničke stanice postoji i danas i koristi se kao stambeni objekt.

## Šport
Od 1948/49. pa do 1985/86. godine u Širinama je postojao nogometni klub, prvo pod imenom Borac, a onda NK "Proleter".